# Ruellia geminiflora
Ruellia geminiflora är en akantusväxtart som beskrevs av Carl Sigismund Kunth. Ruellia geminiflora ingår i släktet Ruellia och familjen akantusväxter. Utöver nominatformen finns också underarten R. g. angustifolia.